# Remembering Weather Report
Remembering Weather Report is een studioalbum van Miroslav Vitouš. Het eind 2006 begin 2007 opgenomen album bevat hoewel je dat zou verwachten geen muziek van de illustere jazzrockformatie Weather Report. Vitouš componeerde en improviseerde een aantal stukken, die teruggrijpen op zijn periode in de band, begin jaren 70; hij stuurde door zijn inbreng (aldus Vitouš) de band naar een experimentele stijl, die na het vertrek van Vitouš net zo makkelijk weer werd losgelaten, richting funk.

## Musici
- Franco Ambrosetti – trompet
- Gary Campbell – tenorsaxofoon
- Miroslav Vitouš – contrabas
- Gerald Cleaver – slagwerk
- Michael Portal – basklarinet

## Tracklist
Allen van Vitouš, behalve (2) door Ornette Coleman.

| Nr. | Titel                                | Duur  |
| --- | ------------------------------------ | ----- |
| 1.  | Variations on W. Shorter             | 5:13  |
| 2.  | Variations on a lonely woman         | 7:27  |
| 3.  | Sermina (opgedragen aan Joe Zawinul) | 13:31 |
| 4.  | Surfing with Michel                  | 5:48  |
| 5.  | When Dvořák meets Miles              | 10:57 |
| 6.  | Blues Report                         | 4:48  |